# Moscatel
Moscatel é um grupo de variedades de uva bastante adocicadas.
Vários vinhos e espumantes são produzidos a partir das uvas Moscatel, tendo sempre a característica adocicada. Em geral, acompanham muito bem sobremesas e, quando gelados, são refrescantes e também como aperitivo.
A uva Moscatel é originária da Grécia ou Egito. Destacam-se os vinhos Moscatel da Itália, Espanha e de Portugal, na região de Setúbal, sendo o "Moscatel de Setúbal" certificado com uma "Denominação de Origem Controlada" (DOC) e Douro. O "Moscatel de Favaios" é bastante conhecido, assim como os espumantes Moscatel produzidos no Brasil (sendo a Cave Antiga um dos mais premiados nas Américas).